# L'alba (La Crème)
L'alba è l'album di debutto del duo La Crème, formato dal rapper Jack the Smoker e dal beatmaker Mace, entrambi membri della crew Spregiudicati, le tracce Intro e Disegni della mente sono state coprodotte da Jack the Smoker. L'album è stato prodotto dall'etichetta Heavy Weights Productions nel 2003. L'album contiene la traccia fantasma Senza Forza. La copertina del disco è tratta da una fotografia di Toni Thorimbert, scattata a Pioltello negli anni '70.

## Tracce
| #  | Titolo               | Produttore\i | Collaboratore\i                                    | Durata |
| -- | -------------------- | ------------ | -------------------------------------------------- | ------ |
| 1  | Intro                | Mace         |                                                    | 1:30   |
| 2  | Popolo di sordi      | Mace         |                                                    | 4:07   |
| 3  | Cupole di vetro      | Mace         |                                                    | 3:59   |
| 4  | Vipere               | Mace         |                                                    | 4:03   |
| 5  | L'alba               | Mace         |                                                    | 3:54   |
| 6  | Barre pt. 1          | Mace         | Blodi B, Naghe e Zeus One                          | 4:20   |
| 7  | Motivi               | Mace         |                                                    | 3:22   |
| 8  | Disegni nella mente  | Mace         |                                                    | 5:04   |
| 9  | Così                 | Mace         | Rido MC                                            | 4:30   |
| 10 | Fino all'eccesso     | Mace         |                                                    | 3:54   |
| 11 | Il vero              | Mace         | Zampa, Rido MC e Gomez                             | 4:31   |
| 12 | Quante volte         | Mace         | Gomez                                              | 4:46   |
| 13 | Solo un altro dissin | Mace         |                                                    | 3:40   |
| 14 | Cieli lontani        | Mace         | Zampa                                              | 3:49   |
| 15 | Luci maledette       | Mace         | Jap e Zampa                                        | 3:46   |
| 16 | Barre pt. 2          | Mace         | MDJ, Duein, Snake One, Asher Kuno, Bat One e Gomez | 4:41   |

## Formazione
- Jack the Smoker: voce, campionatore
- Mace: campionatore